# Mikel Arteta
Mikel Arteta Amatriain (n. 26 martie 1982, San Sebastián, Comunitatea Autonomă a Țării Basce, Spania) este un fotbalist spaniol retras din activitate, care a jucat pe post de mijlocaș la echipe ca Everton, Antiguoko⁠(d) și Arsenal. Pe plan internațional, are prezențe la națională pentru Spania U-18⁠(d), Spania U-21, Spania U-16⁠(d) și Spania U17⁠(d). După încheierea carierei, a devenit antrenor. A câștigat ca antrenor al lui Arsenal Cupa Angliei și FA Community Shield în sezonul 2019-2020.
Născut și crescut la San Sebastián, Arteta și-a început cariera de senior la Barcelona în 1999, dar timpul limitat de joc a dus la un împrumut la Paris Saint-Germain în 2001, la vârsta de 18 ani. După ce a câștigat Cupa UEFA Intertoto în timpul celui de-al doilea sezon în Franța, a semnat pentru clubul scoțian Rangers FC pentru suma de 6 milioane de lire sterline. În timpul sezonului său de debut, Arteta a câștigat dubla, Prima Ligă Scoțiană și Cupa Ligii Scoțiene, și a marcat în special un penalty în minutul 93 împotriva lui Dunfermline Athletic, care a asigurat titlul de campioană în fața rivalilor de la Celtic FC la golaveraj.
După o scurtă întoarcere la clubul Real Sociedad, Arteta s-a alăturat clubului englez Everton FC împrumutat în 2005; a semnat ulterior definitiv. Acolo, Arteta a devenit un jucător esențial și influent, câștigând de două ori premiul pentru Jucătorul Sezonului al lui Everton. A semnat pentru Arsenal în 2011 în schimbul sumei de 10 milioane de lire sterline. Cu Arsenal, Arteta a câștigat două FA Cup și a fost căpitan din 2014 până la retragerea sa în 2016.
Arteta a reprezentat Spania la mai multe niveluri de tineret, dar nu a jucat niciodată pentru echipa națională de seniori. Este adesea remarcat drept unul dintre cei mai buni jucători ai secolului 21 căruia i-a fost refuzată o selecție internațională de seniori.
După retragere, a fost numit antrenor secund al lui Pep Guardiola la Manchester City. În 2019, s-a întors la Arsenal ca antrenor principal și a câștigat FA Cup în primul său an.

## Statistici ca jucător
| Club                | Sezon        | Campionat           | Campionat | Campionat | Cupă    | Cupă   | Cupa Ligii | Cupa Ligii | Europa  | Europa | Alte competiții | Alte competiții | Total   | Total  |
| Club                | Sezon        | Divizie             | Meciuri   | Goluri    | Meciuri | Goluri | Meciuri    | Goluri     | Meciuri | Goluri | Meciuri         | Goluri          | Meciuri | Goluri |
| ------------------- | ------------ | ------------------- | --------- | --------- | ------- | ------ | ---------- | ---------- | ------- | ------ | --------------- | --------------- | ------- | ------ |
| Barcelona B         | 1999–2000    | Segunda División B  | 26        | 1         | —       | —      | —          | —          | —       | —      | —               | —               | 26      | 1      |
| Barcelona B         | 2000–01      | Segunda División B  | 16        | 2         | —       | —      | —          | —          | —       | —      | —               | —               | 16      | 2      |
| Barcelona B         | Total        | Total               | 42        | 3         | —       | —      | —          | —          | —       | —      | —               | —               | 42      | 3      |
| Paris Saint-Germain | 2000–01      | French Division 1   | 6         | 1         | 1       | 0      | 0          | 0          | 4       | 0      | —               | —               | 11      | 1      |
| Paris Saint-Germain | 2001–02      | French Division 1   | 25        | 1         | 3       | 1      | 4          | 1          | 10      | 1      | —               | —               | 42      | 4      |
| Paris Saint-Germain | Total        | Total               | 31        | 2         | 5       | 1      | 4          | 1          | 14      | 1      | —               | —               | 53      | 5      |
| Rangers             | 2002–03      | Prima Ligă Scoțiană | 27        | 4         | 3       | 1      | 4          | 0          | 1       | 0      | —               | —               | 35      | 5      |
| Rangers             | 2003–04      | Prima Ligă Scoțiană | 23        | 8         | 3       | 0      | 1          | 0          | 6       | 1      | —               | —               | 33      | 9      |
| Rangers             | Total        | Total               | 50        | 12        | 6       | 1      | 5          | 0          | 7       | 1      | —               | —               | 68      | 14     |
| Real Sociedad       | 2004–05      | La Liga             | 15        | 1         | 2       | 0      | —          | —          | —       | —      | —               | —               | 17      | 1      |
| Everton             | 2004–05      | Premier League      | 12        | 1         | 1       | 0      | 0          | 0          | —       | —      | —               | —               | 13      | 1      |
| Everton             | 2005–06      | Premier League      | 29        | 1         | 4       | 1      | 1          | 0          | 3       | 1      | —               | —               | 37      | 3      |
| Everton             | 2006–07      | Premier League      | 35        | 9         | 1       | 0      | 3          | 0          | —       | —      | —               | —               | 39      | 9      |
| Everton             | 2007–08      | Premier League      | 28        | 1         | 0       | 0      | 2          | 0          | 7       | 3      | —               | —               | 37      | 4      |
| Everton             | 2008–09      | Premier League      | 26        | 6         | 3       | 1      | 0          | 0          | 2       | 0      | —               | —               | 31      | 7      |
| Everton             | 2009–10      | Premier League      | 13        | 6         | 1       | 0      | 0          | 0          | 2       | 0      | —               | —               | 16      | 6      |
| Everton             | 2010–11      | Premier League      | 29        | 3         | 3       | 0      | 1          | 0          | —       | —      | —               | —               | 33      | 3      |
| Everton             | 2011–12      | Premier League      | 2         | 1         | 0       | 0      | 1          | 1          | —       | —      | —               | —               | 3       | 2      |
| Everton             | Total        | Total               | 174       | 28        | 13      | 2      | 8          | 1          | 14      | 4      | —               | —               | 209     | 35     |
| Arsenal             | 2011–12      | Premier League      | 29        | 6         | 3       | 0      | 0          | 0          | 6       | 0      | —               | —               | 38      | 6      |
| Arsenal             | 2012–13      | Premier League      | 34        | 6         | 2       | 0      | 0          | 0          | 7       | 0      | —               | —               | 43      | 6      |
| Arsenal             | 2013–14      | Premier League      | 31        | 2         | 5       | 1      | 1          | 0          | 6       | 0      | —               | —               | 43      | 3      |
| Arsenal             | 2014–15      | Premier League      | 7         | 0         | 0       | 0      | 0          | 0          | 4       | 1      | 1               | 0               | 12      | 1      |
| Arsenal             | 2015–16      | Premier League      | 9         | 0         | 2       | 0      | 1          | 0          | 1       | 0      | 1               | 0               | 14      | 0      |
| Arsenal             | Total        | Total               | 110       | 14        | 12      | 1      | 2          | 0          | 24      | 1      | 2               | 0               | 150     | 16     |
| Career total        | Career total | Career total        | 422       | 60        | 38      | 5      | 19         | 2          | 59      | 7      | 2               | 0               | 539     | 74     |

1. ↑  Include Coupe de France, Cupa Scoției, Copa del Rey, FA Cup
2. ↑  Include Coupe de la Ligue, Scottish League Cup, Football League Cup
3. 1 2 3 4 5 6 7  Apariții în UEFA Champions League
4. ↑  Șase apariții în Cupa UEFA, patru apariții și un gol în UEFA Intertoto Cup
5. 1 2 3 4  Apariții în Cupa UEFA/UEFA Europa League
6. ↑  Două apariții în calificările UEFA Champions League, o apariție și un gol în calificările Cupei UEFA
7. 1 2  Apariție în FA Community Shield

## Statistici ca antrenor
La 25 mai 2025.
| Echipa  | Început           | Sfârșit | Record | Record | Record | Record | Record     |
| Echipa  | Început           | Sfârșit | MJ     | V      | E      | Î      | Victorii % |
| ------- | ----------------- | ------- | ------ | ------ | ------ | ------ | ---------- |
| Arsenal | 22 decembrie 2019 | Prezent | 290    | 169    | 55     | 66     | 58,28      |
| Total   | Total             | Total   | 290    | 169    | 55     | 66     | 58,28      |

1. ↑  Numirea lui Arteta a fost anunțată pe 20 decembrie 2019, dar nu a intrat în vigoare până pe 22 decembrie. Meciul intermediar cu Everton a fost luat de antrenorul interimar Freddie Ljungberg.[19]

## Palmares

### Ca antrenor
Arsenal
- Cupa Angliei (1): 2019-20
- FA Community Shield (1): 2020, 2023